# Meddon
Meddon – przysiółek w Anglii, w Devon. Leży 16 km od miasta Holsworthy i 14 km od miasta Bude. Meddon jest wspomniana w Domesday Book (1086) jako Madone/Madona.